# Briarella doliaris
Briarella doliaris is een eenoogkreeftjessoort uit de familie van de Philoblennidae. De wetenschappelijke naam van de soort is voor het eerst geldig gepubliceerd in 2010 door Salmen, Anton, Wilson & Schrödl.